# Эсбах
Эсбах (нем. Eßbach) — община в Германии, в земле Тюрингия. Первое упоминание о населённом пункте относят к 1378. Тогда коммуна была упомянута как Эшпех (нем. Espech).
Входит в состав района Заале-Орла. Подчиняется управлению Ранис-Цигенрюк.  Население составляет 245 человек (на 31 декабря 2010 года). Занимает площадь 5,28 км².